# برایتن (آلاباما)
برایتن  (به انگلیسی: Brighton) شهری است در شهرستان جفرسون در ایالت آلاباما

## مکان
برایتن در مختصات (۳۳°۲۶′۲۰″ شمالی ۸۶°۵۶′۴۳″ غربی) قرار دارد.
با توجه به اطلاعات اداره آمار آمریکا مساحت آن در حدود ۳٫۶ کیلومترمربع است.

## مردم‌شناسی
با توجه به آمار سال ۲۰۰۰ جمعیت آن ۳۶۴۰ نفر، ۱۴۱۳ خانواده در آن ساکن هستند.
تعداد ۱۶۳۶ واحد خانه در هر مساحت تقریبی (۴۵۱،۲akm²) قرار دارد.
۲۵،۵% درصد از خانواده‌های فرزند زیر ۱۸ سال داشتند که از این تعداد ۲۹،۹% درصد زوج بوده و ۲۹،۹% درصد زنان بدون شوهر و ۳۴،۸% درصد نیز غیر خانواده بودند.
متوسط درآمد یک خانواده در حدود ۲۷،۹۲۶ دلار آمریکا است و زنان درآمد متوسط ۲۴،۰۱۸ دلار آمریکا و مردان درآمد متوسط ۲۰،۱۹۲ دلار آمریکا بدست می‌آورند.